# ULAS J1120+0641
ULAS J1120+0641 är en kvasar i stjärnbilden Lejonet. Den har en rödförskjutning på 7,085 vilket innebär att kvasaren är belägen 28,85 miljarder ljusår från oss. Det ljus vi ser från kvasaren idag sändes ut mindre än 770 miljoner år efter Big bang, för omkring 13 miljarder år sedan. Skillnaden i avstånd och den tid det tar för ljuset att nå oss beror på universums expansion.
ULAS J1120+0641 är den mest avlägsna kända kvasaren, det finns dock galaxer som ligger ännu längre bort.